# Izsóf József
Izsóf József (szlovákul Jozef Ižóf; ?, 1949–Galánta, 2018. július 10.) szlovákiai magyar régész, múzeumigazgató.

## Élete
A Galántai Magyar Tanítási Nyelvű Gimnáziumban érettségizett. A Galántai Honismereti Múzeum régésze, majd 1990-1996 között igazgatója volt.
1977-2002 között ásatott többek között Hódin, Hidaskürtön, Kisgeszten, Nemeskosúton. 1983-1992 között vezette a semptei vár ásatását, melyet 1987-ben mutatott be a szeredi kastélyban.

## Művei
- 1977 Opevnená osada zo staršej doby bronzovej v Hostiach. AVANS 1976, 46-49.
- 1981 Archeologické prieskumy a záchranné výskumy v okrese Galanta. AVANS 1980, 93-104. (tsz. Anton Točík)
- 1982 Šaľa. (szerk.)
- 1984 Záchranné výskumy múzea v Galante. AVANS 1983, 93-94.
- 1984 Záchranný výskum v Mostovej. AVANS 1983, 94-96. (tsz. I. Vlkolinská)
- 1987 Galanta. Bratislava. (tsz.)
- 1987 Geofyzikálny prieskum vybraných archeologických lokalít na Slovensku za roky 1983-1985. In: Archeológia-geofyzika-archeometria. Nitra. (tsz.)
- 1988 Z výsledkov archeologického výskumu šintavského hradu. Múzeum 33/1, 62.
- 1990 Dolné Saliby. (tsz.)
- 1990 Podmienky vzniku a vývoja osídlenia krajiny dolného toku Váhu vo svetle geografických a archeologických prieskumov. Študijné zvesti, 145-170. (tsz. P. Ištok)
- 1990 Šintavský hrad - výskum a prezentácia. Študijné zvesti 26/2, 383-392. (tsz. Pavol Ištok - Ivan Staník)
- 1990 A semptei vár kutatása. Castrum Bene I.
- 1993 Gáň 1113-1993 - Bulletin k 880. výročiu prvej písomnej zmienky o Gáni v Zoborskej listine kráľa Kolomana I. z r. 1113. Gáň. (tsz.)
- 1993 Vághosszúfalu - Dlhá Ves nad Váhom 1113-1993. (szerk.)
- 1994 Gest-Hoste. (tsz.)
- 2000 Nádszeg - múlt és jelen. (tsz.)
- 2002 Veľkomoravské pohrebisko v Galante. Slovenská archeológia L/2. (tsz. Milan Hanuliak)
- 2002 Farkasd (tsz.)
- 2002 Vágsellye őstörténetének áttekintése a régészeti leletek tükrében. In: Vágsellye 1002–2002. Zsolna. ISBN 80-89032-21-4 (tsz.)
- 2002 Sereď od praveku po stredovek. In: Sereď - Dejiny mesta.
- 2002 Veľkomoravské pohrebisko v Galante. Slovenská archeológia 2002/2, 323-352. (tsz. Milan Hanuliak)
- 2006 Miestopis a prírodné pomery. In: Démuth, A. 2006 (ed.): Pusté Úľany - Príbeh obce. Trnava (tsz. A. Démuth)
- 2006 Počiatky a prvé doklady osídlenia obce. In: Démuth, A. 2006 (ed.): Pusté Úľany - Príbeh obce. Trnava